# Civilization II: Test of Time
Sid Meier's Civilization II: Test of Time is een beurt-gebaseerd strategie computerspel uit de Civilization reeks. 

## Spelmogelijkheden
Het spel kan op vier manieren worden gespeeld:
- Men kan de menselijke beschaving spelen vanaf het jaar 4000 voor Christus en afhankelijk van de moeilijkheidsgraad (Chieftain, Warlord, Prince, King, Emperor) spelen tot in de 20e eeuw;
- De tweede mogelijkheid lijkt veel op de eerste, maar met het verschil dat men door kan spelen nadat het ruimteschip in Alpha Centauri is geland. Men kan naar keuze steden maken op de oorspronkelijke fictieve planeet of op Alpha Centauri. Er geldt een ander overwinningscriterium;
- Er is een sciencefiction mode, waarbij men niet de beschavingen speelt zoals bij de eerste twee, maar men speelt ofwel de Humans (mensen) ofwel een van de andere rassen;
- De laatste mogelijkheid is een fantasy-setting. Men speelt de Elves (elfen), de Merfolk, de Goblins, de Stygians (ondoden), de Buteo, de Humans (mensen) en de Infidels.

Het spel begint in het jaar 4000 voor Christus (alleen voor de eerste twee modi), waarna er een samenleving opgebouwd kan worden.
Na het kiezen van een beschaving, kunnen er steden gebouwd worden. Vervolgens kunnen er gebouwen in de steden gemaakt worden en eenheden opgeleid en vervaardigd worden. Men kan de wereld verkennen, uitvindingen doen, wereldwonderen bouwen, van regeringstype wisselen, diplomatie bedrijven met andere beschavingen en oorlog voeren. Dit alles met doel om de grootste en machtigste beschaving te worden.

## Aanpassen regels
Het spel is ook bekend vanwege de vele mogelijkheden om het spel handmatig aan te passen. Alle parameters van eenheden, gebouwen, wonderen, steden en beschavingen staan in enkele tekstbestanden en kunnen met een eenvoudige teksteditor aangepast worden. Ook kunnen de plaatjes van de landschappen, steden en eenheden vervangen worden.
Civilization · II (Conflicts in Civilization · Fantastic Worlds · Test of Time)  ·  III (Play the World · Conquests) · IV · (Warlords · Beyond The Sword) · Colonization · Revolution · V (Gods & Kings · Brave New World) · World · Revolution 2 · Beyond Earth (Rising Tide) · VI · (Rise and Fall · Gathering Storm) · VII